# Герб Воронежа
Герб Воронежа — один из официальных символов города Воронеж, административного центра Воронежской области. Существование у Воронежа герба достоверно известно с начала XVIII века; композиция, изображённая на современном гербе, впервые появилась на гербе 1781 года; современный герб утверждён Решением Городской Думы № 292-II от 26 сентября 2008 года.
Герб внесён в Государственный геральдический регистр Российской Федерации под регистрационным номером 4446.

## Описание
Официальное описание большого герба:
В червлёном (красном) поле с золотой главой, обременённой чёрным двуглавым орлом с золотыми клювами, лапами и глазами, с червлёными языками, увенчанным тремя золотыми императорскими коронами и держащим в правой лапе золотой скипетр, а в левой — золотую державу, выходящая справа золотая сложенная из валунов гора, на склоне которой — опрокинутый серебряный кувшин, изливающий серебряную воду. Щит увенчан золотой башенной короной о пяти видимых зубцах, окружённой по обручу золотым лавровым венком. Щитодержатели — витязи на зелёной земле в серебряных кольчугах, зерцальных доспехах, шлемах со стрелками и несомкнутыми спереди бармицами, в червлёных плащах, заколотых на правом плече серебром, в рубахах и сапогах той же финифти и портах того же металла; правый — держит в правой руке золотой меч, направленный книзу, а на поясе его — золотые ножны; левый — держит в левой руке перед собой золотой старинный (миндалевидный) щит, на котором размещена эмблема с полкового знамени пехотного полка, утверждённая 8 марта 1730 года, на поясе его — меч в ножнах того же металла. Щит обрамлён орденскими лентами: справа — ордена Ленина, а слева — ордена Отечественной войны I степени.
Устанавливаются три равнодопустимых версии герба города Воронежа: полный герб города, средний герб (коронованный щит) и малый герб (гербовый щит без золотой короны и украшений). Герб может воспроизводиться со знаком города воинской славы — двумя скрещёнными серебряными мечами с золотыми рукоятями за короной.

## Обоснование символики
Фигуры герба символизируют город и его жителей как тружеников, огромный вклад которых в экономическое, культурное, духовное развитие Воронежской области и страны имеет большое значение. Основой композиции герба города Воронежа является исторический герб города, высочайше утверждённый 21 сентября 1781 года. Двуглавый орёл в золотом поле был пожалован городу Воронежу в знак особых заслуг в становлении и развитии государства российского. Орёл в геральдике символизирует власть, мощь, бесстрашие, а также обновление и попечение о подрастающем поколении. Воздетые крылья означают устремлённость в будущее. Серебряный кувшин на горе, изливающий серебряную воду, — уникальный исторический символ Воронежа — отражает богатство и плодородие здешних земель. Впервые кувшин появился именно в гербе 1781 года. Вместе с тем серебряный кувшин, как творение умелых человеческих рук, аллегорически показывает трудолюбие жителей города. В то же время вода, льющаяся из кувшина, является аллегорическим символом реки Воронеж. Серебро в геральдике — символ благородства, чистоты, справедливости, великодушия, а также мира. Красный цвет в геральдике символизирует жизнеутверждающую силу, мужество, праздник, красоту и труд, что дополняет содержание герба города Воронежа, как промышленно развитого центра. Золото — символ урожая, изобилия и плодородия — аллегорично показывает развитый аграрный сектор экономики. Вместе с тем, золото символизирует величие, уважение, прочность, интеллект, а также свет и духовность.
Гора в гербе созвучна с крутым правобережьем города Воронежа. Золотая башенная корона о пяти видимых зубцах, дополненная золотым лавровым венком, показывает статус города Воронежа как административного центра субъекта Российской федерации. Город Воронеж награждён орденами: 6 мая 1975 года — орденом Отечественной войны I степени за мужество и героизм в годы Великой Отечественной войны и успехи в труде; 10 марта 1986 года — орденом Ленина в связи с 400-летием. Орденские ленты, выходящие из-за щита, подчёркивают большие заслуги города. Щитодержатели — древнерусские витязи-воины — символизируют доблесть, храбрость и героизм, проявленные жителями города на протяжении веков при обороне земель русских. За мужество, стойкость и массовый героизм, проявленные защитниками города в борьбе за свободу и независимость Отечества городу Воронежу присвоено почётное звание «Город воинской славы». Символика щитодержателей многозначна. Они символизируют также и то, что город был основан как крепость, призванная защищать русские земли от набегов кочевых племён. Витязи-воины также символизируют воевод — первостроителей города Воронежа: С. Ф. Сабурова и его последователей В. Г. Биркина и И. Г. Судакова (Мясного). На щите у воина — эмблема, изображённая вся золотом, с полкового знамени Воронежского пехотного полка, утверждённая 8 марта 1730 года:
В золотом щите на красном поле, две медные пушки на станках, из которых на одной сидит белый одноглавый орёл; под пушками зелёная земля.

## История

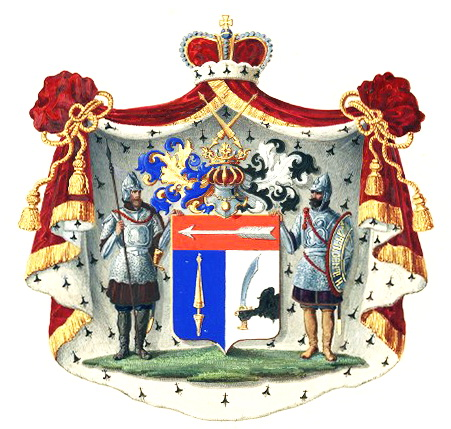
Герб рода Сабуровых

### Ранние версии
Существует предположение, что на первых порах роль городского герба Воронежа исполнял личный герб основателя Воронежской крепости воеводы С. Ф. Сабурова. Герб рода Сабуровых:
в красном поле — серебристая стрела, в нижнем левом углу, на голубом поле — золотая пика, остроконечьем обращённая вверх, в правом серебряном поле — орлиная лапа, держащая саблю.
Именно герб воеводы изображался на его печати, прикладываемой к официальной переписке. Однако бытование родовых гербов в России до XVII века не прослеживается, и использование С. Ф. Сабуровым какого-либо личного герба маловероятно.

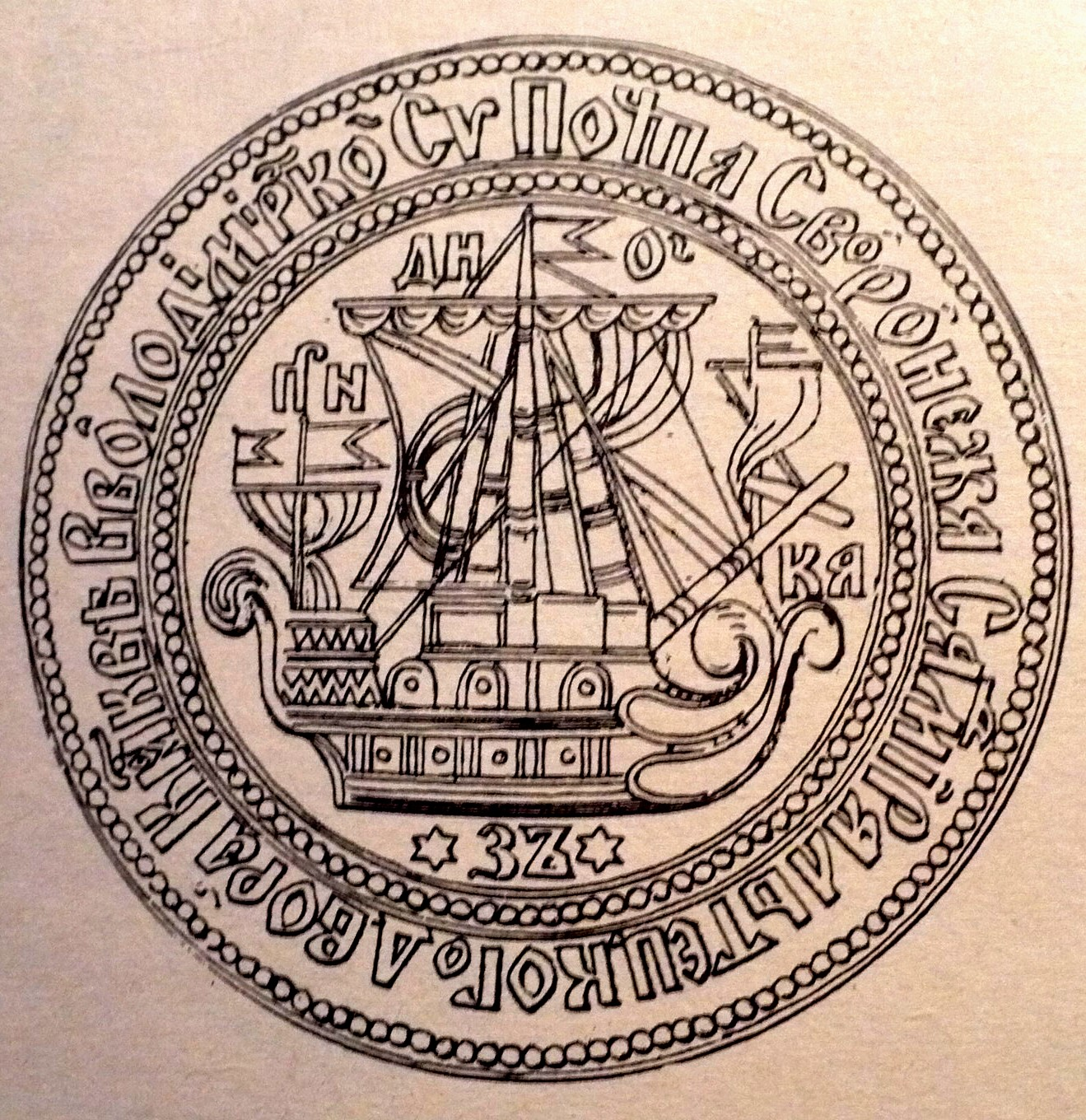
Воронежская почтовая печать (1698—1712 года)

В 1700 году город Воронеж перестал подчиняться воеводе, а был отдан под начало начальника Адмиралтейского приказа (Воронежского адмиралтейства). На печати Воронежского адмиралтейства 1698—1712 годов изображался парусный корабль.
Впервые изображение герба города появилось на знамени Воронежского пехотного полка в 1712 году. Известно такое описание:
Знамя — чёрное с красным, пересечённое крестом сих же двух цветов с изображением в верхнем углу у древка золотого облака, а под ним — птицы, сидящей на стреляющей пушке.

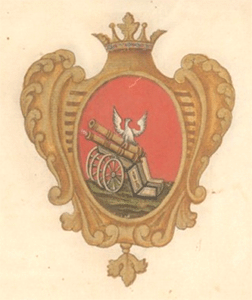
Герб Воронежа из Знамённого гербовника, 1730 год

В ходе своей деятельности по составлению гербов российских городов герольдмейстер Ф. М. Санти разработал в том числе герб Воронежа. Вероятно, изображение на гербе совпадало с изображением на полковом знамени. Из-за ссылки Санти этот герб остался лишь проектом.
В июне 1728 года Верховный тайный совет издал указ о введении нового образца полковых знамён с государственным и городским гербами. В 1729 году под руководством обер-директора над фортификацией генерала Б. К. Миниха и при участии художника Андрея Баранова (живописца А. Д. Меншикова) был составлен Знамённый гербовник. 8 марта 1730 года были утверждены новые гербы для полковых знамён. Герб для знамени Воронежского полка имел следующее описание:
по-старому, две пушки на станках жёлтые, из одной пушки выстрелено, и на ней сидит орёл белый одноглавый, поле красное.
Прообразом этого герба послужила эмблематическая композиция № 43 из книги «Символы и эмблемата», изображающая орла, сидящего на стреляющем орудии, на фоне молний. Эмблема имела девиз: «Neutra timet» («Ни того ни другого не боится»).

### Герб 1781 года

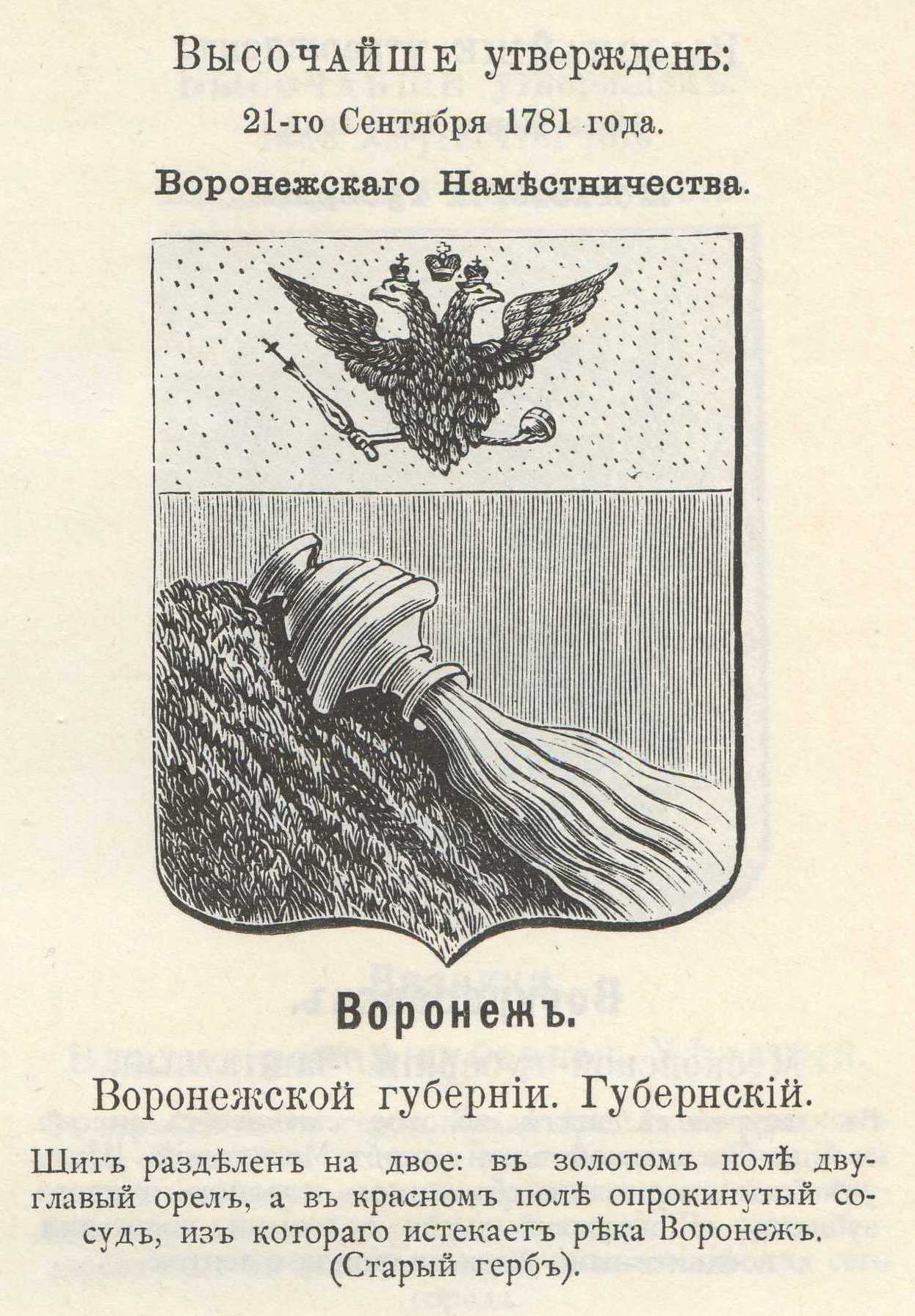
Герб Воронежа 1781 года из книги П. П. фон Винклера

В 1781 году указом императрицы Екатерины II был утверждён герб Воронежа как административного центра Воронежской губернии:
Щит разделён надвое: в золотом поле двуглавый орёл, а в красном поле опрокинутый сосуд, из которого истекает река Воронеж.
Причины изменения изображения на гербе до конца не ясны. Воронеж был основан как крепость, и военно-оборонительные функции были его основной задачей, что и отражено на гербе 1730 года. Однако постепенно Воронеж утратил военное значение и превратился в крупный торговый город, к тому же его старый герб был слишком похож на герб Смоленска. Кроме того, старая эмблема первоначально была создана для знамени пехотного полка, и, видимо, не подходила для крупного губернского города. Можно заключить, что всё это и послужило причиной отказа от старого изображения.
Композиция нового герба практически дословно следует принципу составления гербов, которому следовала Герольдмейстерская контора: «1) милость е. и. в. к сим селениям 2) чтобы обстоятельствы или промыслы оных изобразить». В гербе Воронежа «милость» показывалась двуглавым орлом, а «обстоятельства» — аллегорическим изображением реки Воронеж. Сюжет нового герба, предложенного герольдмейстером А. А. Волковым, также взят из книги «Символы и эмблемата». Здесь за номером № 817 находится фигура водолея с кувшином, источающим водный поток под девизом: «Всяк своё дело знай». В геральдическом руководстве профессора Геттингенгского университета И. К. Гаттерера «Начертание геральдики», переведённом на русский язык Г. Малыгиным в 1805 году, описано значения сосуда, источающего воду, что «означает реку, дождь, росу, источники и наяд».

Герб Воронежа, 1881 год

### Герб 1881 года
23 сентября 1881 года, в ходе геральдической реформы Б. В. Кёне, была высочайше утверждена новая версия герба Воронежа, нарисованного, коллежским асессором, художником геральдической палаты Фадеевым Александром Александровичем:
В червлёном щите, золотая гора, исходящая с правого бока, на которой серебряный кувшин, изливающий таковую же воду. Щит увенчан золотою башенною короною о трёх зубцах и окружён двумя золотыми колосьями, соединёнными Александровскою лентою.

### Советский герб

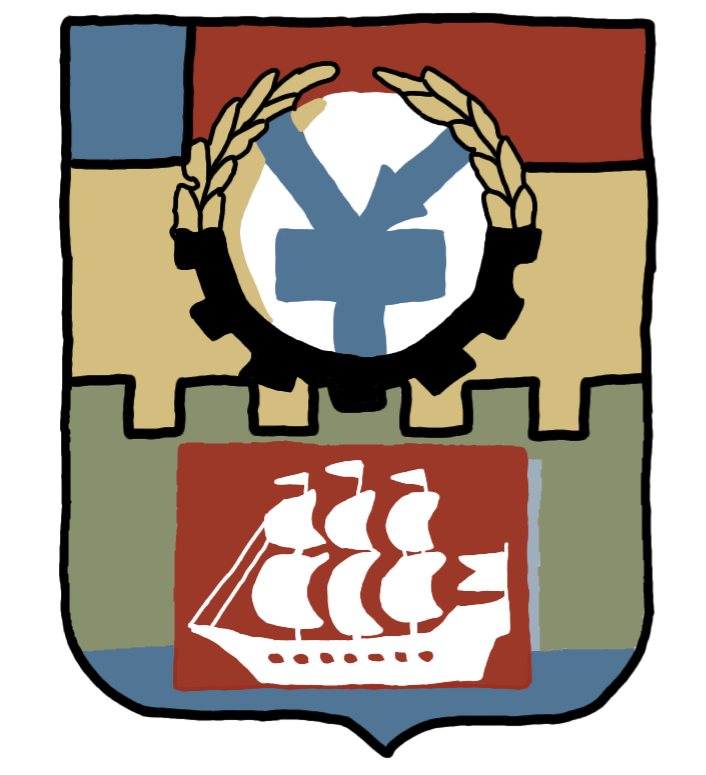
Советский герб Воронежа

Официальному советскому гербу предшествовала эмблема, введённая в 1965 году. На эмблеме изображались колосья, орбиты электронов и парусный кораблик. Позже эти элементы вошли в герб города советского времени.
Советский герб Воронежа утверждён 24 марта 1969 года решением I сессии XII созыва Воронежского городского Совета депутатов трудящихся. Автором проекта выступил В. П. Диденко. В верхней части щита — изображение Государственного флага РСФСР. Основное поле — золотисто-жёлтого цвета. В центре — венец, нижняя часть которого представляет шестерню, а верхняя — сходящиеся колосья пшеницы. Внутри венца на белом фоне знак транзистора. В нижней части щита — крепостная стена красного цвета, под которой голубое поле с волнистыми линиями, символизирующее водохранилище и реку Воронеж. В центре нижней части щита — красный квадрат, в который заключён белый трёхмачтовый парусный корабль. Геральдические фигуры герба Воронежа символизируют его историю как крепости и центра строительства военного флота России в конце XVII века, а также характеризуют промышленный потенциал города и сельскохозяйственное значение области в советское время.

### Современность

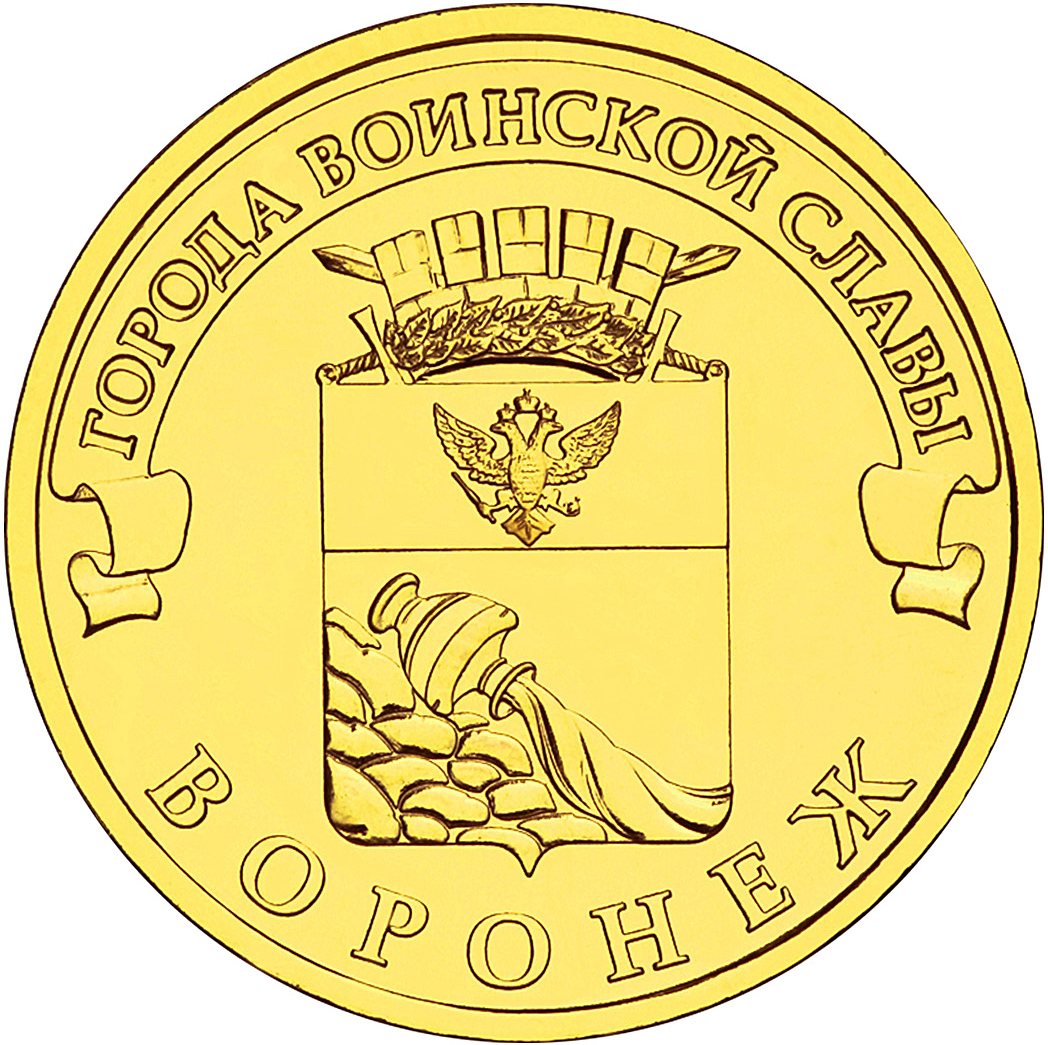
Герб Воронежа на монете номиналом 10 рублей, из серии «Города воинской славы»

Герб Воронежа, утверждённый 19 июля 1994 года постановлением главы Администрации Воронежа (№ 550 от 19 июля 1994 года), аналогичен гербу города, принятому в 1881 году:
Герб города Воронежа представляет собой щит, на червлёном поле которого изображена золотая гора, исходящая с правой стороны. На горе изображён серебряный кувшин, изливающий серебряную воду. Щит увенчан золотой башенной короной с тремя зубцами и окружён 2 золотыми колосьями, соединёнными Александровской лентой.
26 сентября 2008 года Воронежская городская дума утвердила новый герб города, в конце января 2009 года глава города подписал распоряжение об использовании изображения нового герба на печатях и бланках городской администрации.

## Семиотика герба
Семиотическое значение символики на щите воронежского герба является одной из загадок русской геральдики. Безусловно, утверждение новой композиции в 1781 году было обеспечено историко-научным обоснованием. Семиотический, ассоциативный, синхронический и диахронический анализ композиции воронежского герба был осуществлён сотрудниками Фонда Хованского в рамках проведения всероссийского конкурса «Символика России — 2012».
Композиция горы и кувшина как источника вод имеет исторические корни в разных традициях, из которых сформировалась русская культура: народных — индоевропейских по языку и христианских — семитских по происхождению.
В статье «Поэтические воззрения славян на природу» А. Н. Афанасьев описывает представления славянских предков, связанные с образом сосуда, источающего воды:
«Предания, общие всем индоевропейским народам, рассказывают, что облачные нимфы, восседая на небе, проливают на землю дождь из опрокинутых сосудов. <...> Отсюда же родилось и другое верование в неисчерпаемый бочонок, из которого сколько ни льётся — он всё полон».
У арабского историка и географа Аль-Масуди в сочинении «Золотые копи» (глава LXVI, т. IV) встречается описание Чёрной Горы посреди славянских земель, с вершины которой берут начала источники чудодейственных вод, обладающих всяческими целебными свойствами. В сборнике символов Даниэля де ла Фея «Девизы и эмблемы» (1691) есть изображение такой горы, с девизом «Она раздаёт дальше, что ей дано [свыше]».
Мотив горы в центре мира восходит к общеиндоевропейской древности. У древнейших индоевропейцев — хеттов был известен некий «Бог водоёма, царь богов, [бог] большого сосуда, который был принесён матерью (божество?) на место для возлияний». Необходимым элементом получения царской власти у скифов-иранцев считалось питьё священного напитка (вина, хаомы (сомы) и т. п.). Это тем более вероятно, что производным от санскр. svar (родственного др. иранск. xvar) — «солнце» является слово svarnara — термин, обозначающий небесный источник священного воодушевляющего напитка

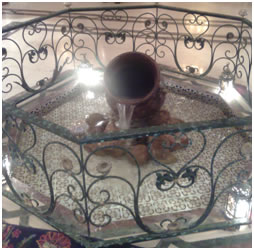
«Воронежская композиция» на Синайском полуострове

В индоевропейской культурной традиции гора с источником вод является символом центра мира. В космологии индуизма в центре вселенной находится священная гора Меру. В «Махабхарате» описывается история о том, как в «стране богов» на главной вершине горы Меру, девы во главе с Брахмой решили создать напиток бессмертия, используя вершину горы как мутовку для пахтанья океана, в результате чего и появилась амрита. Для богов индуизма чаша и есть символ священного напитка, дарующего жизнь вечную. (См. Праздник кувшинов).
В ветхозаветной традиции гора, источающая воды, является одним из символов Исхода и свидетельством всемогущества Всевышнего. Это значение происходит из истории о том, как Моисей в синайской пустыне близ горы Хорив, ударив посохом в скалу, иссёк из неё источник, напоивший всех его людей: «Речныя устремления веселят град Божий: святое селение Всевышнего. Бог посреде его, и не подвижится» (Пс. 45:5).
В иранской мифологии обителью праведников является убежище Вара. В этом горном сооружении все живые существа, люди и животные, были спасены от насланных богом чудовищной зимы и всеобщего потопа, это — обитель богов и страна «блаженного народа», «общество, совершенное в моральном отношении».
О «стране блаженных» сообщает и христианское апокрифическое «Сказание об Индийском царстве» — царстве пресвитера Иоанна, государстве, в котором хранится чаша — источник исцелений. Пожалуй, нагляднее всего композиция воронежского герба может быть объяснена на примере известной иконографической композиции-антитезы двух городов на иконе «Благословенно воинство Небесного Царя», на которой изображён Град Небесный, в нём — Богородица с Младенцем Иисусом, на горе — ясли — источник райской реки, по её берегам растёт райский сад.
В христианской иконографии образ горы с источником реки из Яслей Христовых соотносится с образом Града Небесного, к которому стремится святое воинство. Инсигнией этого града и является гора с источником воды истинной: «Чашу Церковь стяжа, ребра Твоя живоносная, из нихже сугубыя нам источи токи оставления и разума во образ древняго и новаго, двоих вкупе заветов».